# آلن بیتس
آلن آرتور بیتس (انگلیسی: Alan Arthur Bates؛ زاده ۱۷ فوریهٔ ۱۹۳۴ - درگذشته ۲۷ دسامبر ۲۰۰۳) هنرپیشه اهل بریتانیا بود. وی بین سال‌های ۱۹۵۶ تا ۲۰۰۳ میلادی فعالیت می‌کرد.
از کارهایی که وی در آن نقش داشته‌است، می‌توان به فیلم‌های گاسفورد پارک، زنان عاشق، جورجی دختر، زوربای یونانی، سرایدار، زن مجرد، هملت، نیایش برای مرگ، پیشگویی‌های مرد شاپرکی، اولین، بانوی شرور و مینی سریال در آغاز اشاره کرد.

## جوایز
- نامزد دریافت بفتای بهترین بازیگر مکمل مرد برای فیلم  هملت